# Klaudia Alagierska
Klaudia Alagierska (ur. 2 stycznia 1996 w Milanówku) – polska siatkarka grająca na pozycji środkowej, reprezentantka Polski, olimpijka z Paryża 2024.

## Kariera
Sportową karierę rozpoczęła w klubie Sparta Grodzisk Mazowiecki, a następnie dołączyła do GLKS Nadarzyn. W sezonie 2013/2014 była zawodniczką pierwszoligowej Sparty Warszawa. Następnie dołączyła do Legionovii Legionowo, w barwach której w dniu 4 listopada 2014 roku zadebiutowała w Orlen Lidze. Po czterech sezonach przeniosła się do ŁKS-u Łódź, z którym wywalczyła trzy medale mistrzostw Polski.
W 2017 roku zadebiutowała w seniorskiej reprezentacji Polski.
W czerwcu 2022 roku poślubiła Mateusza Szczepaniaka, ich związek małżeński trwał przez krótki czas. W 2 weekendzie sierpnia 2025 roku poślubiła Bartosza Groffika. Pracuje on w klubach siatkarskich jako trener przygotowania fizycznego.

## Sukcesy klubowe
Mistrzostwa Polski U-23:
- 2017

Mistrzostwo Polski:
- 2019, 2023[10]
- 2025[11]
- 2020, 2021, 2022[12]

## Sukcesy reprezentacyjne
Volley Masters Montreux:
- 2019

Liga Narodów:
- 2024[13]